# Parc alternatif des loups et des ours de la Forêt-Noire
Le Parc alternatif des loups et des ours de la Forêt-Noire est un projet de protection de la faune sauvage mené par l'association Alternativer Bärenpark Schwarzwald (« Parc aux ours alternatif de la Forêt-Noire ») et la Stiftung für Bären (« Fondation pour les ours »), à Bad Rippoldsau-Schapbach en Forêt-Noire (Bade-Wurtemberg). L'objectif est d'héberger les grands animaux - en particulier les ours - qui sont en détresse, d'enseigner l'éducation à la nature sur les thèmes de la conservation des animaux, et de la diffuser au travers du tourisme dans le Parc naturel de la Forêt-Noire centrale et septentrionale.
Le parc a été ouvert en 2010, en tant que deuxième projet de ce type après le Parc alternatif des ours de Worbis (de), avec la présence d'un ours. Ensuite, des loups et d'autres ours se sont ajoutés. En 2012, un enclos séparé a été construit pour les vieux animaux. En 2016, des lynx ont été accueillis pour la première fois.
Le parc s'étend sur environ 10 hectares. En janvier 2024, on y compte neuf ours, trois lynx et un loup. La plupart de ces animaux étaient détenus par des particuliers dans des conditions non conformes aux besoins de l'espèce avant leur arrivée dans le parc.

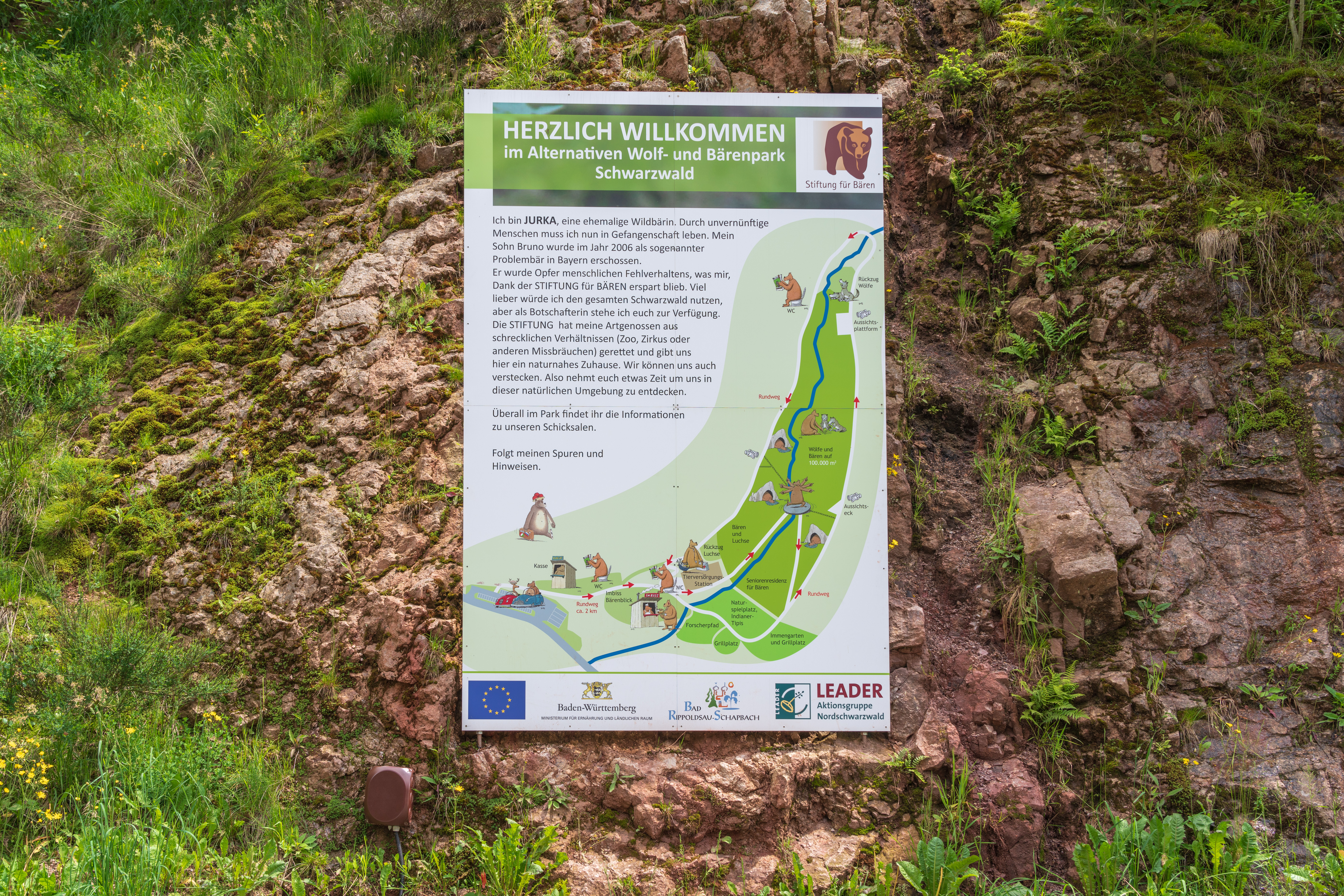
Panneau d'information
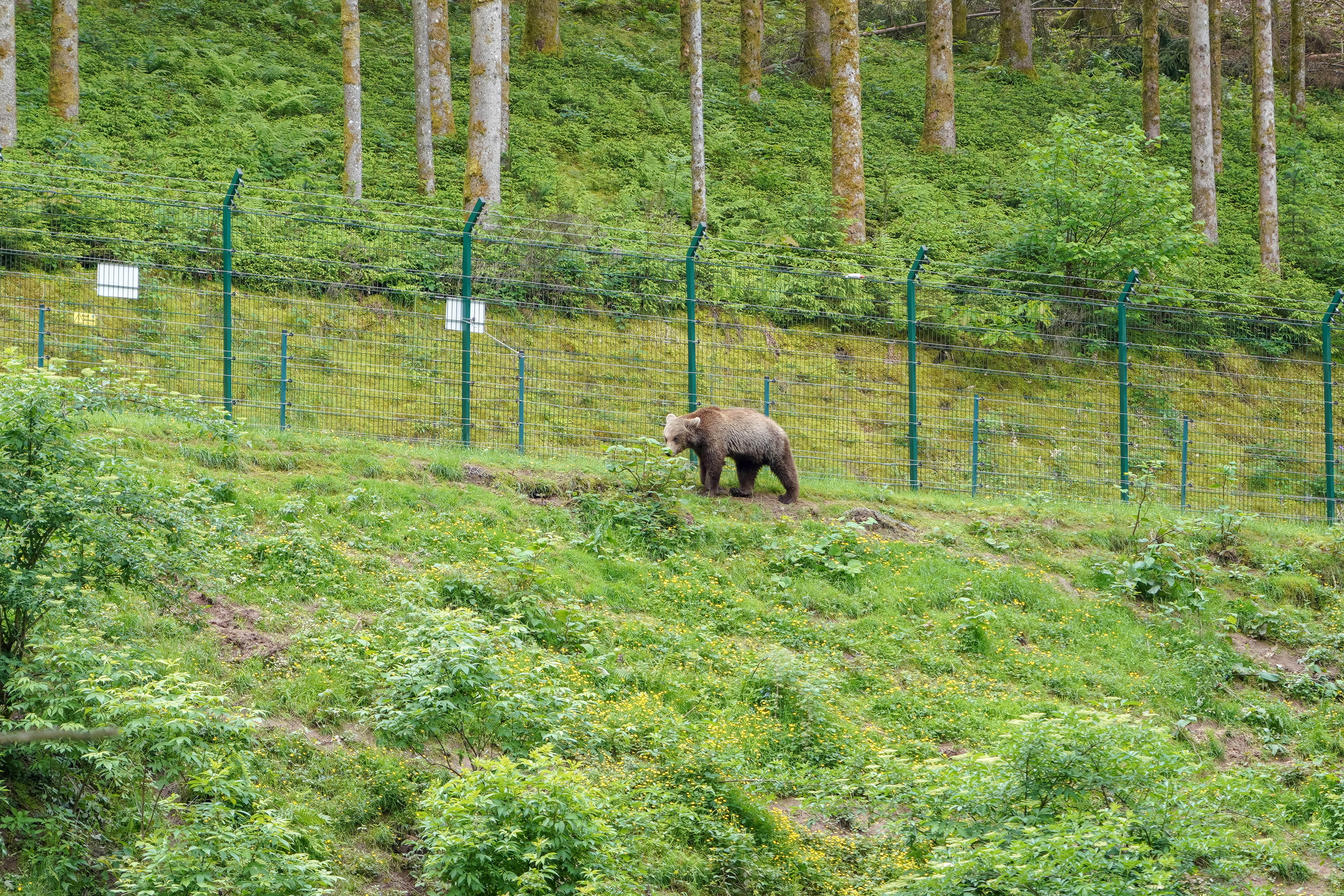
Ours

Le Parc alternatif des loups et des ours de la Forêt-Noire est également partie prenante dans la transformation du parc de l'Orangerie à Strasbourg : il a en particulier accueilli les deux lynx de l’ancien zoo de l’Orangerie.